# 石井正弘
石井 正弘（いしい まさひろ、1945年11月29日 - ）は、日本の政治家、建設官僚。自由民主党所属の元参議院議員（2期）、自由民主党政務調査会副会長。
経済産業副大臣兼内閣府副大臣、公選14・15・16・17代岡山県知事（4期）、参議院内閣委員長、文部科学省中央教育審議会委員（第3・4期）、自然エネルギー協議会初代会長（2011年 - 2012年）を歴任。

## 来歴
1945年、岡山県上道郡光政村（現・岡山市東区）に生まれる。岡山県立岡山操山高等学校、東京大学法学部を卒業。1969年に建設省に入省し、岐阜県民生部児童家庭課長、建設大臣秘書官、民間住宅課長、河川総務課長、大臣官房文書課長、建設省大臣官房審議官などを歴任。
1996年、6期24年にわたり県知事を務めた長野士郎の引退に伴い新人対決となった岡山県知事選挙に、自民党衆議院議員の平沼赳夫（岡山3区選出）に誘われ、自民党推薦で立候補した。元衆議院議員で新進党推薦の江田五月が新進党衆議院議員で元農林水産大臣の加藤六月や新進党を支持していた創価学会からの支援を受けたことにより激しい選挙戦となったが、江田五月、日本共産党推薦の前律夫、無所属の辻山清らを破り、初当選した。知事1期目から行財政改革に取り組み、通商産業省官僚でのちに大阪府知事となる太田房江を副知事に迎えた。
2000年の岡山県知事選挙では自民党・民主党・公明党・社会民主党の推薦を受け、共産党推薦候補を破り、再選。さらに2004年の岡山県知事選挙でも自民党・民主党・公明党・社民党の推薦により共産党推薦候補を破り、3選。
4選を目指した2008年の岡山県知事選挙では、前任の長野に続いて多選となることや12年間県政を担当してきたにもかかわらず同年6月に「財政危機宣言」を発表したことなどが批判され、政党からの推薦が見送られることとなった。対立候補は元岡山市職員でちくわ笛奏者として知名度のあった住宅正人に一本化され、政党の推薦を受けない者同士の選挙戦となった。約31万票を集めた住宅に対し、石井が36万8000票を集め辛勝した。石井に対する批判のほか国政における自民党への批判も影響し、岡山市や倉敷市など都市部の一部では石井の得票を住宅の得票が上回る現象が見られた。
2012年6月の岡山県議会代表質問において同年10月に行われる知事選挙への不出馬を表明し、同年11月に岡山県知事を退任した。同時に2013年夏の参議院議員選挙に自民党公認で立候補することを表明。
2013年7月の第23回参議院議員通常選挙では、自民党・公明党の推薦を受け岡山県選挙区より立候補した。49万票（得票率65.5%）を獲得し、元民主党衆議院議員の高井崇志らを破り当選。同選挙区で自民党が議席を獲得したのは2001年の第19回参議院議員通常選挙以来12年ぶりとなった。
2019年の第25回参議院議員通常選挙で立憲民主党公認の原田謙介らを破り2期目の当選。
2024年5月23日、「新しい感覚を持った方にバトンタッチをする時期が来た」と述べ、翌年夏の第27回参議院議員通常選挙に出馬しない意向を表明した。

## 略年譜
- 1945年（昭和20年）11月 - 岡山県上道郡光政村政津（現・岡山市東区政津）に生まれる。
- 1952年（昭和27年）4月 - 光政村津田村組合立政田小学校入学。（1953年2月から西大寺市立、現・岡山市立政田小学校）。（～1958年）
- 1958年（昭和33年）4月 - 西大寺市立上南中学校入学。（現・岡山市立上南中学校）。（～1961年）
- 1961年（昭和36年）4月 - 岡山県立岡山操山高等学校入学。（～1964年）
- 1965年（昭和40年）4月 - 東京大学法学部入学。（～1969年）
- 1969年（昭和44年）4月 - 建設省入省。
- 1978年（昭和53年） - 岐阜県民生部児童家庭課長へ出向。
- 1983年（昭和59年） - 建設大臣秘書官。
- 1991年（平成2年） - 民間住宅課長、河川総務課長、大臣官房文書課長を歴任。（～1995年）
- 1995年（平成5年） - 建設大臣官房審議官。（～1996年）
- 1996年（平成8年）10月 - 岡山県知事選挙に自由民主党推薦で立候補し、初当選。
- 2000年（平成12年）10月 - 岡山県知事選で再選（無所属、自民党・民主党・公明党・社民党推薦）。
- 2004年（平成16年）10月 - 岡山県知事選で3選。
- 2008年（平成20年）5月 - 定例記者会見で財政危機宣言を発表。
- 2008年（平成20年）10月 - 岡山県知事選で4選。
- 2012年（平成24年）6月 - 岡山県議会代表質問にて知事選挙不出馬を表明。
- 2012年（平成24年）11月 - 4期務めた岡山県知事を退任、2013年夏に行われる予定の参議院選挙に自民党公認で岡山県選挙区より立候補することを表明。
- 2013年（平成25年）7月 - 第23回参議院議員通常選挙岡山県選挙区で初当選。参議院議員に就任。
- 2019年（令和元年）7月 - 第25回参議院議員通常選挙岡山県選挙区で立候補、当選。（73歳）。

## 政策・主張

### 参議院議員時代
- 憲法9条を改正して自衛隊の役割や限界を明記すべき[4]。
- 村山談話の見直しに反対[4]。
- 河野談話の見直しに反対[4]。
- 総理や閣僚の靖国神社参拝は問題ない[4]。
- 2014年4月に予定されていた消費税の8%への引き上げについて、予定通りに引き上げるべきとしている[4]。
- 2019年10月に予定されている消費税の10%への引き上げについて、予定通りに引き上げるべきとしている[5]。
- アベノミクスは成果を上げていると思う[5]。
- 普天間基地の辺野古への移設に賛成[5]（普天間基地移設問題参照）。
- 原発の海外輸出に賛成[5]。
- 首相の衆議院解散権について「今のままでよい」と回答している[5]。
- 韓国や中国との外交関係について「政府の今の外交方針でよい」と回答している[5]。
- 受動喫煙対策に屋内全面禁煙は不要であり、喫煙専用室を設置して分煙とすれば十分である（世界保健機関の見解とは反する）[6]。
- 選択的夫婦別姓導入への賛否について「どちらとも言えない」としている[7]。

### 岡山県知事時代
- 3期目終盤の2008年6月2日の定例記者会見では、自治体財政健全化法に基づいて起債制限など国に管理される財政再生団体に転落する可能性が2011年度中にもあるとして、「財政危機宣言」を発した。構造的に見込まれる400億円規模の財源不足を解消するため、同年8月に「岡山県財政構造改革プラン（素案）」を公表した[8]。
- 文部科学省中央教育審議会委員（第3期～第4期、2005年～2009年）、ソフトバンクなど民間企業と35道府県で構成する自然エネルギー協議会初代会長（2011年～2012年）を務めた[9]。

## 人物
- 2005年に開催された 晴れの国おかやま国体のPRのため、自身がオリジナルキャラ「モテナスンジャー」に扮したCMが岡山県・香川県の民間放送局で放送された[10]。

## 所属団体・議員連盟
- 時代に適した風営法を求める議員連盟（パチンコ議連）
- 自民党たばこ議員連盟[11]
- 日本会議国会議員懇談会[12]
- 神道政治連盟国会議員懇談会[12]
- みんなで靖国神社に参拝する国会議員の会[12]
- 日朝国交正常化推進議員連盟[13]
- 日中友好議員連盟
- 日韓議員連盟

## 支援団体
- 全国たばこ販売政治連盟（組織推薦候補者）[11]
- 神道政治連盟[14]

他多数

## 選挙歴
| 当落 | 選挙                     | 執行日         | 年齢 | 選挙区       | 政党       | 得票数     | 得票率 | 定数 | 得票順位 /候補者数 | 政党内比例順位 /政党当選者数 |
| ---- | ------------------------ | -------------- | ---- | ------------ | ---------- | ---------- | ------ | ---- | ------------------ | ---------------------------- |
| 当   | 1996年岡山県知事選挙     | 1996年10月2日  | 50   | ーー         | 無所属     | 44万1696票 | 47.6%  | 1    | 1/5                | /                            |
| 当   | 2000年岡山県知事選挙     | 2000年10月2日  | 54   | ーー         | 無所属     | 57万5674票 | 84.3%  | 1    | 1/2                | /                            |
| 当   | 2004年岡山県知事選挙     | 2004年10月2日  | 58   | ーー         | 無所属     | 50万3487票 | 85.8%  | 1    | 1/2                | /                            |
| 当   | 2008年岡山県知事選挙     | 2008年10月2日  | 62   | ーー         | 無所属     | 36万8095票 | 54.2%  | 1    | 1/2                | /                            |
| 当   | 第23回参議院議員通常選挙 | 2013年07月21日 | 67   | 岡山県選挙区 | 自由民主党 | 49万727票  | 65.47% | 1    | 1/4                | /                            |
| 当   | 第25回参議院議員通常選挙 | 2019年07月21日 | 73   | 岡山県選挙区 | 自由民主党 | 41万5968票 | 59.52% | 1    | 1/3                | /                            |